# Robert Cissé
Robert Cissé (Bamako, 7 de julho de 1968) é um prelado malinês da Igreja Católica, atual arcebispo da Arquidiocese de Bamako.

## Biografia
Estudou filosofia no Seminário Maior Santo Agostinho de Bamako e Teologia no Seminário Maior São Pedro Claver de Koumi, no Burkina Faso. Recebeu a ordenação presbiteral em 10 de julho de 1993 em Koutiala, incardinando-se na Diocese de Sikasso.
Exerceu os cargos de vigário paroquial em Kimparana de 1993 a 1995, vigário paroquial de Fanterela entre 1995 e 1997, chefe da Comissão Diocesana para as Vocações de 1993 a 1998, pároco in solidum e moderador da Paróquia de Sikasso entre 1997 e 2000, além de capelão leigo de 1997 a 1999. Entre 2002 e 2004, fez a licenciatura em filosofia pela Pontifícia Universidade Urbaniana em Roma. Foi pároco de Notre Dame d'Afrique em Koutiala, membro do Conselho Episcopal e chefe da Comissão Diocesana para a Educação entre 2004 e 2009, diretor nacional das Pontifícias Obras Missionárias no Mali entre 2006 e 2009 e vigário-geral de Sikasso de 2006 a 2011. Em 2012, retorna a Roma, para realizar o doutorado em filosofia pela Pontifícia Universidade Urbaniana, concluído em 2017. Em seu retorno ao Mali, torna-se reitor da Faculdade de Filosofia da Université Catholique de l'Afrique de l'Ouest (de 2018 a 2022) e reitor interino do Seminário Maior Santo Agostinho de Bamako (entre 2021 e 2022).
Em 14 de dezembro de 2022, o Papa Francisco o nomeou como bispo de Sikasso Recebeu a ordenação episcopal em 11 de fevereiro de 2023, do cardeal Jean Zerbo, arcebispo de Bamako, coadjuvado por Jean-Sylvain Emien Mambé, núncio apostólico no Mali‎ e na Guiné‎ e por Jean-Baptiste Tiama, bispo de Mopti.
Em 25 de julho de 2024, foi elevado a arcebispo metropolitano de Bamako.